# Фернандо Очоаїспур
Фернандо Очоаїспур (ісп. Fernando Ochoaizpur, нар. 18 березня 1971, Хунін) — болівійський футболіст аргентинського походження, що грав на позиції півзахисника за низку латиноамериканських клубних команд, а також за національну збірну Болівії.
Дворазовий чемпіон Болівії. 

## Клубна кар'єра
Народився 18 березня 1971 року в аргентинському Хуніні. Вихованець футбольної школи «Естудьянтеса». Дорослу футбольну кар'єру розпочав 1990 року в основній команді того ж клубу, в якій провів три сезони, взявши участь у 10 матчах чемпіонату. 
1993 року перебрався до Болівії, приєднавшись до лав команди «Депортіво Сан-Хосе», згодом також грав за місцеві «Орієнте Петролеро» та «Болівар».
Наприкінці 1990-х та на у першій половині 2000-х також встиг пограти в Перу за «Універсітаріо де Депортес», у Мексиці за «Сан-Луїс» та «УНАМ Пумас», за еквадорські «Дельфін» та «Текніко Універсітаріо», а також за аргентинські «Сан-Мартін» (Сан-Хуан) та «Сарм'єнто» (Хунін).
Завершував ігрову кар'єру в аргентинському «Індепендієнте де Ківількой».

## Виступи за збірну
1996 року дебютував в офіційних матчах у складі національної збірної Болівії.
У складі збірної був учасником розіграшу Кубка Америки 1999 року в Парагваї.
Загалом протягом чотирирічної кар'єри в національній команді провів у її формі 15 матчів, забивши 3 голи.

## Титули і досягнення
- Чемпіон Болівії (2):

«Депортіво Сан-Хосе»: 1995
«Болівар»: 1996